# Microblog
 (juillet 2025).
Si vous disposez d'ouvrages ou d'articles de référence ou si vous connaissez des sites web de qualité traitant du thème abordé ici, merci de compléter l'article en donnant les références utiles à sa vérifiabilité et en les liant à la section « Notes et références ».
Le microblog, miniblog, microblogue, microblogage ou encore microblogging est un dérivé concis du blog typique du Web 2.0 ou Web social.
Dans les années 2020, X (de X Corp., anciennement Twitter), Tumblr (d'Automattic), Threads (de Meta) et Bluesky sont les principales plateformes en Occident ; en Chine, Weibo (de Sina Corporation) et Qzone (en) (de Tencent) dominent le marché.

## Principe
Développé à partir de 2006 aux États-Unis, il permet des publications plus courtes que dans les blogues classiques, qu'il s'agisse de textes courts, d'images ou de vidéos embarquées. Les flux d'agrégation sont plus légers que dans les blogues traditionnels et peuvent contenir tout le message. La diffusion peut être restreinte par l'éditeur à un cercle de personnes choisies.
Le but des microblogues est de diffuser plus fréquemment des informations en se limitant au minimum utile, à mi-chemin entre messageries instantanées et blogues. Comme les blogues, ils autorisent un archivage web ; comme les messageries instantanées, ils permettent la diffusion en temps réel d'informations jugées pertinentes par leurs éditeurs.

## Histoire

### Émergence du format (années 1990-2000)

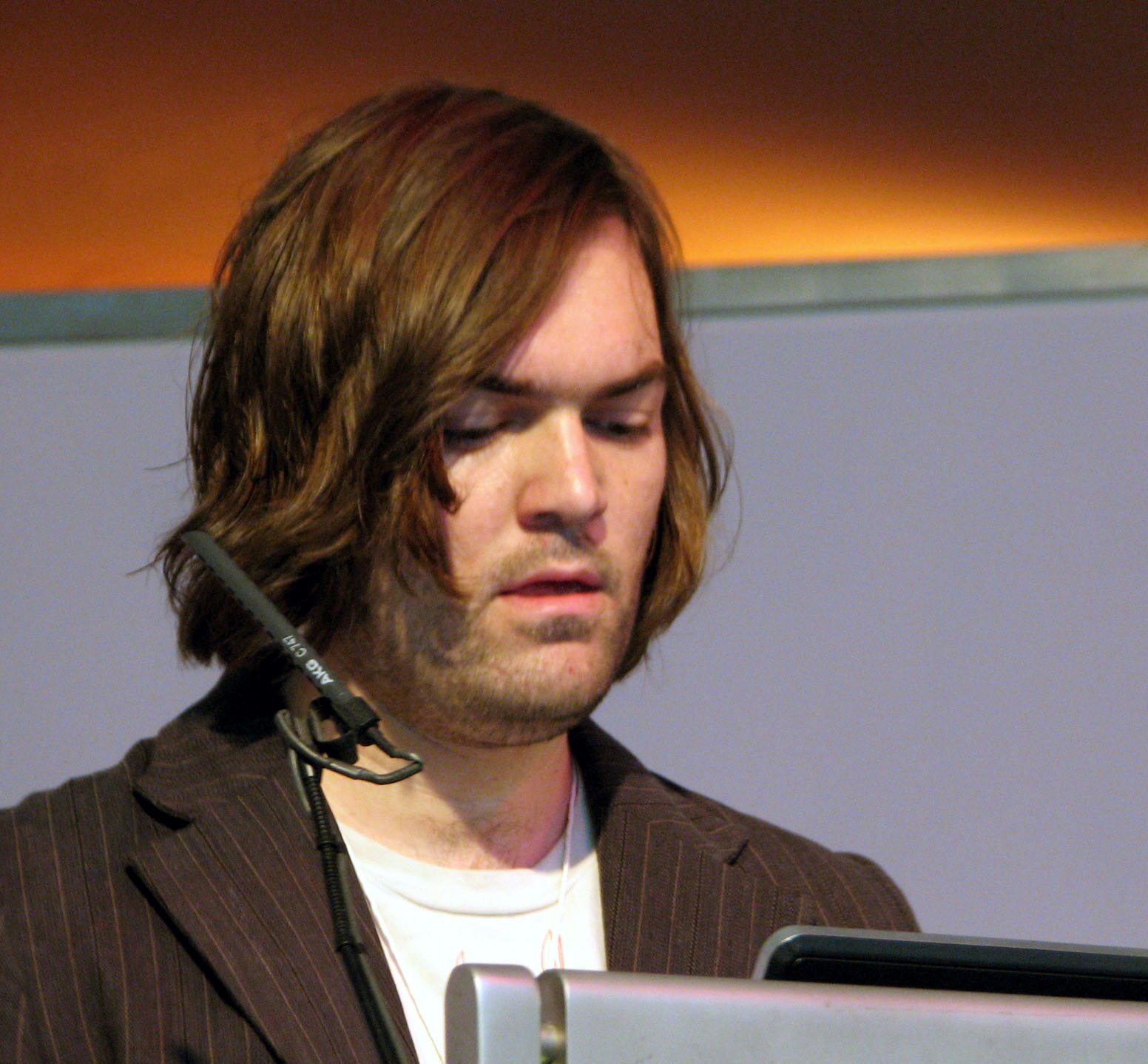
Why the lucky stiff, l'inventeur du terme tumblelog (ici en 2006).

Des outils de microblogage existent dès les années 1990, avant même l'apparition du terme « blogue ». Les premiers moteurs revendiquant une spécialisation dans ce type de service sont nommés « tumblelog » le 12 avril 2005 par Why the lucky stiff, contributeur au langage de programmation Ruby, lorsqu'il décrit Anarchaia de Christian Neukirchen.
Jason Kottke (en) réutilise ce terme le 19 octobre 2005. Ce type de blogue commence ensuite à être appelé « microblogue » vers 2006.

### Domination de réseaux propriétaires (depuis les années 2000)

Logo de Twitter de 2012 à 2023.

Le microblogue devient très populaire par le biais du service Twitter lancé en 2006, créant une forme extrême de microblogue en limitant les publications à 140 caractères de texte, un format proche de celui des SMS en téléphonie mobile. Ce service supporte tout de même les liens hypertexte et Tumblr, un microblogue plus classique.
Dès 2007, Twitter est sans doute la plateforme de microblogage la plus connue en Occident avec 241 millions d'utilisateurs en 2013, et un dénombrement indépendant de 192 millions d'utilisateurs actifs donc monétisables fin 2020.
D'autres plateformes émergent, telles que Tumblr, identi.ca, Heello, Jaiku (racheté par Google Inc. en 2007 et fermé en 2012), Soup, Yammer et exclusivement en Chine Sina Weibo, Tencent Weibo ou Qzone (en) (623 millions d'utilisateurs[Quand ?]). Le phénomène s'internationalise depuis le début de l'année 2007 avec l'apparition de réseaux de microblogage locaux tels que Frazr (France, Allemagne, Espagne), Bloggino (France) ou Zuosa (Chine)[réf. nécessaire].

### Apparition de plateformes décentralisées, dont Bluesky, et de Threads (années 2010-2020)

Logo de Mastodon.

Au début des années 2010 apparaissent des plateformes de microblogage basées sur une communication avec des instances fédérées ou en pair à pair, offrant davantage d'anonymat et une indépendance face aux sociétés utilisant souvent les données personnelles à des fins commerciales. On peut citer Juick (ru) et Libervia (basés sur XMPP), Diaspora*, pump.io (moteur d'identi.ca, basé sur le protocole ActivityPub), Mastodon (en partie basé sur ActivityPub comme d'autres plateformes du Fediverse), GNU social (en PHP, utilisant OpenMicroBlogging), Cuckoo, Megaphone (en) ou encore Twister (basé sur les réseaux DHT, notamment utilisé par BitTorrent, et Bitcoin).

Logo de Bluesky.

En 2019, Jack Dorsey, cofondateur de Twitter, lance Bluesky, qui est aujourd'hui une autre plateforme de microblogging. Initialement conçu comme un projet de recherche pour décentraliser les réseaux sociaux, il a évolué pour devenir une plateforme indépendante fonctionnant grâce au protocole AT (Authenticated Transfer Protocol), qui vise à offrir une alternative décentralisée aux réseaux sociaux traditionnels comme Twitter.
En octobre 2020, Tencent Weibo ferme définitivement.
En 2023, Twitter, récemment racheté par Elon Musk, est rebaptisé X, et Meta, la société mère de Facebook et Instagram, lance son service de microblogging, Threads. À la suite des transformations de X imposées par Elon Musk, qui exacerbent la diffusion de fausses informations, la polarisation des opinions et l'incitation à la haine, de nombreux utilisateurs de X quittent la plateforme et passent sur Mastodon ou Bluesky.
En 2025, le marché du microblogging en Occident reste dominé par X avec 600 millions d'utilisateurs actifs selon sa CEO, mais Tumblr reste notable, tandis que Threads et Bluesky sont en pleine expansion.